# Richard Dragon
Richard Dragon (nato Drakunowky) è un personaggio immaginario creato da Dennis O'Neil e Jim Berry nel romanzo Dragon's Fists (1974) sotto lo pseudonimo di "Jim Dennis".
O'Neill ha poi adattato per il personaggio per la DC Comics creando il fumetto Richard Dragon, Kung Fu Fighter (aprile/maggio 1975), seguendo l'onda del successo che avevano le arti marziali negli anni settanta.
Nel 2004 la DC ha provato un breve rilancio della serie, su testi di Chuck Dixon, per ora inedita in Italia.
La storia DC lo vede come un guru delle arti marziali che, dopo anni passati nello spionaggio nell'agenzia G.O.O.D. (Global Organization of Organized Defense), si è ritirato, imboccando un sentiero di pace e scegliendo una vita da eremita, ma venendo contattato ogni qualvolta che qualche personaggio desideri affinare le proprie capacità nella arti marziali.
Richard Dragon, al pari di Wildcat, è stato determinante per la formazione di diversi lottatori della DC Comics; tra i suoi studenti più famosi possiamo segnalare Roy Harper, Lady Shiva, Question, Barbara Gordon e Connor Hawke, il secondo Freccia Verde e la Cacciatrice. Dopo Bronze Tiger, Richard è il massimo esperto nel combattimento di tutto l'universo DC.
È recentemente apparso nella serie DC 52, dove insegna la sua impareggiabile arte alla poliziotta di Gotham City Renee Montoya.

## New 52
Nella continuity alternativa dell'universo DC nota come New 52, Richard Dragon è Ricardo Diaz Jr., il figlio di Ricardo Diaz Senior, ucciso da John Diggle quando questi vestiva i panni di Green Arrow.
Dopo essere stato allenato nel combattimento da un membro della Lega degli assassini,si dedica alla sua vendetta contro Diggle e a tale scopo fonda la squadra criminale nota come Longbow Hunters. Viene infine sconfitto dagli sforzi congiunti di Diggle e Oliver Queen.

## Poteri e abilità
Richard Dragon non è dotato di alcun superpotere, ma è il secondo migliore artista marziale al mondo dopo Bronze Tiger. Le sue qualità atletiche sono comparabili con quelle dei miglior atleti olimpionici. Nonostante le sue straordinarie abilità, Richard preferisce rifugiarsi da eremita per allenarsi e pregare.

## In altri media
Nella sesta stagione della serie TV Arrow è presente una versione del personaggio dei fumetti basata su quella di New 52. Qui infatti è Ricardo Diaz, un signore della droga soprannominato "Il Drago",deciso a conquistare la malavita di Star City.